# Kłodzko (Landgemeinde)
Die Gmina wiejska Kłodzko ist eine Landgemeinde im Powiat Kłodzki in der Woiwodschaft Niederschlesien in Polen. Sitz der Landgemeinde ist die Stadt Kłodzko [ˈkwɔʦkɔ] (deutsch: Glatz, tschechisch Kladsko), die der Landgemeinde nicht angehört. Die Gmina hat eine Fläche von 252,25 km² und 16.986 Einwohner (Stand 31. Dezember 2020).

## Geografie
Die Landgemeinde umfasst die Stadt Kłodzko vollständig.

## Gemeindegliederung
Zur Gemeinde gehören die folgenden Ortschaften, die 35 Schulzenämter bilden:
| - Bierkowice (Birgwitz) - Boguszyn (Friedrichswartha) - Droszków (Droschkau) - Gorzuchów (Möhlten) - Gołogłowy (Hollenau) - Jaszkowa Dolna (Niederhannsdorf) - Jaszkowa Górna (Oberhannsdorf) - Jaszkówka (Neuhannsdorf) - Kamieniec (Kamnitz) - Korytów (Koritau; 1937–1945: Kartau) - Krosnowice (Rengersdorf) | - Ławica (Labitsch; 1937–1945: Neißenfels) - Łączna (Wiesau) - Marcinów (Märzdorf) - Mikowice (Mügwitz) - Morzyszów (Morischau; 1937–1945: Neißtal) - Młynów (Mühldorf) - Ołdrzychowice Kłodzkie (Ullersdorf) - Piszkowice (Pischkowitz; 1937–1945: Schloßhübel) - Podtynie (Poditau; 1937–1945: Neißgrund) - Podzamek (Neudeck) - Rogówek (Werdeck) - Romanowo (Raumnitz) - Roszyce (Roschwitz) | - Ruszowice (Rauschwitz) - Starków (Altbatzdorf) - Stary Wielisław (Altwilmsdorf) - Szalejów Dolny (Niederschwedeldorf) - Szalejów Górny (Oberschwedeldorf) - Ścinawica (Steinwitz) - Święcko (Schwenz) - Wilcza (Wiltsch) - Wojbórz (Gabersdorf) - Wojciechowice (Königshain) - Żelazno (Eisersdorf) |

## Gemeindepartnerschaften
Die Landgemeinde Kłodzko ist seit  1998 mit der niedersächsischen Stadt Georgsmarienhütte verpartnert.

## Persönlichkeiten
- Johann Benedict Gründl (1655–1705), Mediziner und Mitglied der Gelehrtenakademie „Leopoldina“.